# Хамдан, Фарез
Фарез Хамдан (араб. فارس حمدان‎; ивр. פארס חמדאן‎ ;1910, Бака-аль-Гарбия — 29 ноября 1966, Израиль) — израильский бизнесмен и политический деятель, депутат кнессета 2-го и 3-го созывов от партии «Агрикультура и развитие».

## Биография
Родился в 1910 году в поселке Бака-эль-Гарбия, Османская империя (ныне Израиль). Окончил начальную школу в Бака-эль-Гарбия, а затем среднюю школу в Шхеме. Открыл завод по производству консервов из цитрусовых плодов.
В 1944 году избран на пост главы местного совета Бака-эль-Гарбия.
В 1951 году был избран депутатом кнессета 2-го созыва от партии «Агрикультура и развитие», а в 1955 году был переизбран в кнессет 3-го созыва от той же партии. В разное время работал в комиссии по образованию и культуре и комиссии по труду.
Умер 29 ноября 1966 года